# Districte d'Épinal
El Districte d'Épinal és un dels tres districtes amb què es divideix el departament francès dels Vosges, a la regió del Gran Est. Té 13 cantons i 219 municipis. El cap del districte és la prefectura d'Épinal

## Cantons
cantó de Bains-les-Bains - cantó de Bruyères - cantó de Charmes - cantó de Châtel-sur-Moselle - cantó de Dompaire - cantó d'Épinal-Est - cantó d'Épinal-Oest - cantó de Plombières-les-Bains - cantó de Rambervillers - cantó de Remiremont - cantó de Saulxures-sur-Moselotte - cantó de Le Thillot - cantó de Xertigny

## Demografia
| 1962                                             | 1968    | 1975    | 1982    | 1990    | 1999    | 2006    |
| ------------------------------------------------ | ------- | ------- | ------- | ------- | ------- | ------- |
| 214 421                                          | 225 681 | 232 267 | 232 298 | 228 115 | 225 898 | 225 529 |
| A partir de 1968 : Població sense dobles comptes |         |         |         |         |         |         |